# Liste der Namensgeber von Gebäuden der Technischen Universität Dresden
Im Vergleich mit vielen anderen Universitäten Deutschlands besitzt die Technische Universität Dresden die Besonderheit, dass die Mehrzahl ihrer Universitätsgebäude nach Personen benannt ist. Dabei handelt es sich überwiegend um Wissenschaftler, die an der TU Dresden oder einer ihrer Vorgängereinrichtungen gewirkt haben und in einer engen Beziehung zu dem nach ihnen benannten Gebäude gestanden haben. Ausnahmen bilden der Politiker Georg Schumann, der im Hof des nach ihm benannten Georg-Schumann-Baus (früheres Landgericht) hingerichtet wurde, und der japanische Politiker Nabeshima Naotsugu, der ein Mäzen der TU Dresden war und von ihr mit der Ehrendoktorwürde ausgezeichnet wurde. Der 2008 benannte Günther-Landgraf-Bau, das ehemalige Rektorat der TU Dresden, erhielt seinen Namen nach dem ersten freigewählten Rektor der TU Dresden nach der politischen Wende 1989/90 Günther Landgraf, der jedoch auch als Wissenschaftler an der Universität gewirkt hat.
Die erste Namensgebung für ein Gebäude der TH Dresden erfolgte 1928. Das Hauptgebäude der Mechanischen Abteilung erhielt anlässlich des 100. Geburtstages Gustav Anton Zeuners den Namen „Zeuner-Bau“. Auch in weiteren Fällen war ein Geburtstagsjubiläum Grund für die Namensgebung, so zum Beispiel Heinrich Barkhausens 70. Geburtstag, Enno Heidebroeks 110. Geburtstag oder Christian Otto Mohrs 150. Geburtstag. Die Namensgebungen haben zwischenzeitlich eine Eigendynamik entwickelt, so wird der Gebäudekomplex Weberplatz seit einigen Jahrzehnten umgangssprachlich auch Weberbau bezeichnet.
Die Liste zu Namensgebern von Gebäuden der TU Dresden enthält zudem eine Liste zu Namensgebern sonstiger Einrichtungen der TU Dresden. Die Universität hat einige wenige Hörsäle und Labore nach die Universität prägenden Persönlichkeiten benannt, die der Vollständigkeit halber Erwähnung gefunden haben, so wurde zum Beispiel Willibald Lichtenheldt anlässlich seines 100. Geburtstages durch die Benennung eines Hörsaals geehrt.
Die letzte Namensgebung eines Gebäudes erfolgte im Januar 2017, als das neue Gebäude des Instituts für Photophysik nach dem Fotografen und Professor für Fotografie Hermann Krone als „Hermann-Krone-Bau“ benannt wurde. Die letzte Namensgebung einer sonstigen Einrichtung war im November 2012 die Einweihung des „Alfred-Post-Hörsaals“.

## Erklärung
Teile der Listen sind sortierbar. Die Grundanlage der Listen geht alphabetisch nach den Nachnamen der Namensgeber vor. Die Liste der Namensgeber von Gebäuden der TU Dresden kann zusätzlich auch nach der Lage der einzelnen Gebäude sortiert werden sowie nach dem Jahr der Namensgebung. Da letzteres für die Liste der Namensgeber von sonstigen Einrichtungen der TU Dresden, nicht in jedem Fall ermittelt werden konnte, gibt es hier nur die zusätzliche Möglichkeit der Standortsortierung.
Die Bedeutung der einzelnen Listenspalten ist selbsterklärend. Handelt es sich bei der Funktion eines Gebäudes um das Hauptgebäude einer Fakultät, so wurden die einzelnen Institute aus Platzgründen nicht separat aufgezählt. Befindet sich ein Institut außerhalb des Fakultätsgebäudes, wurde es separat unter Funktion mit der einleitenden Abkürzung „Inst. f. “ („Institut für“) genannt.

### Fakultätsabkürzungen
- A: Fakultät Architektur
- BIW: Fakultät Bauingenieurwesen
- EuI: Fakultät Elektrotechnik und Informationstechnik
- FGH: Fakultät Forst-, Geo- und Hydrowissenschaften
- MN: Fakultät Mathematik und Naturwissenschaften
- MW: Fakultät Maschinenwesen
- VW: Fakultät Verkehrswissenschaften „Friedrich List“

## Namensgeber von Gebäuden der TU Dresden
| Bild | Name und Tätigkeit | Gebäude                           | Standort                                     | Architekt                                                                                  | Bauzeit/ Namensweihe                                                             | Funktion |
| ---- | --- | --------------------------------- | -------------------------------------------- | ------------------------------------------------------------------------------------------ | -------------------------------------------------------------------------------- | --- |
|      | Heinrich Barkhausen (1881–1956), Professor für Schwachstromtechnik | Barkhausen-Bau                    | Helmholtzstraße 18, Dresden-Südvorstadt      | Karl Wilhelm Ochs, Walter Henn, Heinrich Rettig                                            | 1950–61/1951                                                                     | Hauptgebäude der Fakultät Elektrotechnik und Informationstechnik |
|      | Edmund von Berg (1800–1874), Direktor der Kgl. Sächsischen Forstakademie | Edmund-von-Berg-Bau (Hintergrund) | Dresdner Straße 24, Tharandt                 | unbekannt                                                                                  | 1960 u. 2006/2021                                                                | FGH: Inst. f. Forsttechnik |
|      | Georg Berndt (1880–1972), Professor für Messtechnik und wissenschaftliche Grundlagen des Austauschbaus                                                                            | Berndt-Bau                        | Helmholtzstraße 7, Dresden-Südvorstadt       | Karl Weißbach                                                                              | 1900–1905/1953                                                                   | MW: Institut für Werkstoffwissenschaft |
|      | Kurt Beyer (1881–1952), Professor für Statik der Baukonstruktionen und Technische Mechanik für Bauingenieure                                                                      | Beyer-Bau                         | George-Bähr-Straße 1, Dresden-Südvorstadt    | Martin Dülfer                                                                              | 1910–1913/1953                                                                   | Hauptgebäude der Fakultät Bauingenieurwesen; MN: Inst. f. Angewandte Physik; FGH: Inst. f. Siedlungs- und Industriewasserwirtschaft |
|      | Ludwig Binder (1881–1958), Professor für Starkstromtechnik | Binder-Bau                        | Mommsenstraße 10, Dresden-Südvorstadt        | Ludwig Binder, Wiederaufbau nach 1945 durch Karl Wilhelm Ochs                              | 1928–1930, nach der Zerstörung 1945 Wiederaufbau bis 1952, Erweiterung 1956/1953 | EuI: Inst. f. Elektrische Energieversorgung und Hochspannungstechnik, Hochspannungsversuchshalle |
|      | Heinrich Cotta (1763–1844), Direktor der Kgl. Sächsischen Forstakademie | Cotta-Bau                         | Pienner Straße 7, Tharandt                   | Heinrich Koch                                                                              | 1927–1929/1929                                                                   | FGH: Inst. f. Forstbotanik und Forstzoologie, Inst. f. Allgemeine Ökologie und Umweltschutz; Hörsäle, Seminarräume und Laboratorien |
|      | Oscar Drude (1852–1933), Professor für Botanik, Direktor des Kgl. Botanischen Gartens, Rektor der TUD (1906/07, 1918/19)                                                          | Drude-Bau                         | Zellescher Weg 40, Dresden-Zschertnitz       | Karl Wilhelm Ochs, Walter Henn, Fritz Schaarschmidt                                        | 1950–1952/1953                                                                   | ehem. Botanisches Institut; FGH: Inst. f. Hydrobiologie, Inst. f. Wasserchemie |
|      | Fritz Foerster (1866–1931), Professor für Elektrochemie, Rektor der TH Dresden 1917/18                                                                                            | Fritz-Foerster-Bau                | Mommsenstraße 6, Dresden-Südvorstadt         | Martin Dülfer                                                                              | 1921–1924/1954                                                                   | MN: Fachrichtung Chemie und Lebensmittelchemie, Feinmechanische Werkstatt |
|      | Walter Frenzel (1884–1970), Professor für Textiltechnik | Walter-Frenzel-Bau                | George-Bähr-Straße 3c, Dresden-Südvorstadt   | Walther Heise                                                                              | 1929–1931/1996                                                                   | MW: Textilmaschinenhalle u. Versuchsfeld d. Inst. f. Textil- und Bekleidungstechnik |
|      | Karl von Gerber (1823–1891), Professor für Rechtskunde, 1871 Ernennung zum sächsischen Kultusminister                                                                             | Von-Gerber-Bau                    | Bergstraße 53, Dresden-Räcknitz              | Büro Enarplan                                                                              | 1989–1993/1993                                                                   | ehem. Hauptgebäude der Juristischen Fakultät |
|      | Hans Görges (1859–1946), Professor für Elektrotechnik, Rektor der TH Dresden 1914/15                                                                                              | Görges-Bau                        | Helmholtzstraße 9, Dresden-Südvorstadt       | Karl Weißbach                                                                              | 1900–1905/1950                                                                   | EuI: Elektrotechnisches Institut; ALTANA-Galerie |
|      | Werner Hartmann (1912–1988), Professor für Kernphysikalische Elektronik | Werner-Hartmann-Bau               | Nöthnitzer Straße 66, Dresden-Räcknitz       | AWB Architekten                                                                            | 2011–2013                                                                        | E/I, Inst. f. Aufbau- und Verbindungstechnik der Elektronik, Zentrum f. mikrotechnische Produktion, Inst. f. Festkörperelektronik, Heisenberg-Professur Polymere Mikrosysteme                                                                                             |
|      | Enno Heidebroek (1876–1955), Professor für Maschinenkunde und Fördertechnik, Rektor der TH Dresden 1945–1947                                                                      | Heidebroek-Bau                    | Nöthnitzer Straße 62, Dresden-Räcknitz       | Fritz Schaarschmidt                                                                        | 1956–1958/1986                                                                   | MW: Versuchshalle d. Inst. f. Technische Logistik und Arbeitssysteme und d. Inst. f. Verarbeitungsmaschinen und Mobile Arbeitsmaschinen |
|      | Walther Hempel (1851–1916), Professor für Chemische Technologie, Rektor der TH Dresden 1891–1893 und 1902/03                                                                      | Walther-Hempel-Bau                | Mommsenstraße 4, Dresden-Südvorstadt         | Fritz Schaarschmidt                                                                        | 1961–1966/1994                                                                   | MN: Fachrichtung Chemie und Lebensmittelchemie, Elektrowerkstatt; Hörsaal |
|      | Julius Ambrosius Hülße (1812–1876), Professor für Mechanische Technologie und Volkswirtschaft, Direktor der Polytechnischen Schule Dresden von 1851 bis 1873                      | Hülße-Bau                         | Helmholtzstraße 10, Dresden-Südvorstadt      | Oskar Kramer, 1957–1961 Um- und Ausbau durch Otto Schubert und Georg Münter                | 1902–1907/1994                                                                   | Hauptgebäude der Fakultät Forst-, Geo- und Hydrowissenschaften; A: Inst. f. Landschaftsarchitektur; Lehrstühle der Fakultät Wirtschaftswissenschaften |
|      | Alfred Jante (1908–1985), Professor für Kraftfahrwesen | Jante-Bau                         | George-Bähr-Straße 1c, Dresden-Südvorstadt   | Walther Heise                                                                              | 1939–1944/1993                                                                   | VW: Inst. f. Automobiltechnik Dresden |
|      | Johann Friedrich Judeich (1828–1894), Forstwissenschaftler, ab 1866 Direktor der Forstakademie in Tharandt                                                                        | Judeich-Bau (Hintergrund)         | Pienner Straße 19, Tharandt                  | Büro Krug & Partner, München                                                               | 1998–2000/2000                                                                   | FGH: Inst. f. Bodenkunde und Standortslehre, Inst. f. Pflanzen- und Holzchemie, Inst. f. Internationale Forst- und Holzwirtschaft |
|      | Walter König (1878–1964), Professor für Farben- und Textilchemie | König-Bau                         | Bergstraße 66c, Dresden-Südvorstadt          | Martin Dülfer                                                                              | 1921–1924/1953                                                                   | MN: Fachrichtung Chemie und Lebensmittelchemie |
|      | Hermann Krone (1827–1916), Professor für Fotografie | Hermann-Krone-Bau                 | Nöthnitzer Straße 61, Dresden-Räcknitz       | Freie Architekten Heinle, Wischer und Partner                                              | 2014–2016/2017                                                                   | MN: Fachrichtung Physik, Inst. f. Angewandte Photophysik; cfAED |
|      | Karl Kutzbach (1875–1942), Professor für Maschinenelemente, ab 1919 Leiter des Versuchs- und Materialprüfamtes der TH Dresden                                                     | Kutzbach-Bau                      | Helmholtzstraße 7a, Dresden-Südvorstadt      | Schrödel                                                                                   | 1958–1961/1961                                                                   | CIMTT Zentrum für Produktionstechnik und Organisation; MW: Inst. f. Werkzeugmaschinen und Steuerungstechnik, Inst. f. Fluidtechnik |
|      | Günther Landgraf (1928–2006), Professor für Technische Mechanik, Rektor der TU Dresden von 1990 bis 1994                                                                          | Günther-Landgraf-Bau              | Mommsenstraße 13, Dresden-Räcknitz           | Karl Wilhelm Ochs                                                                          | 1950–1953/2008                                                                   | ehem. Rektorat der TU Dresden, Universitätsarchiv |
|      | Friedrich Merkel (1892–1929), Professor für Theoretische Maschinenlehre | Merkel-Bau                        | Helmholtzstraße 14, Dresden-Südvorstadt      | Walter Henn, Fritz Schaarschmidt                                                           | 1955–1957/1957                                                                   | MW: Inst. f. Thermodynamik und Technische Gebäudeausrüstung |
|      | Georg Mierdel (1899–1987), Professor für Elektrotechnik | Mierdel-Bau                       | Nöthnitzer Straße 64, Dresden-Räcknitz       |                                                                                            | 1983/1993                                                                        | EuI: Institut für Halbleiter- und Mikrosystemtechnik |
|      | Richard von Mises (1883–1953), Professor für Festigkeitslehre, Hydrodynamik und Aerodynamik                                                                                       | von-Mises-Bau                     | Georg-Schumann-Straße 7, Dresden-Südvorstadt |                                                                                            | 1955/2015                                                                        | Sitz der Institute für Baustoffe, Straßenbau und Stadtbauwesen, der Professur für Ingenieurholzbau und baukonstruktives Entwerfen und des Instituts für Statik und Dynamik der Tragwerke                                                                                  |
|      | Christian Otto Mohr (1835–1918), Professor für Technische Mechanik | Mohr-Bau                          | Zellescher Weg 22a, Dresden-Räcknitz         | Walter Hoyer                                                                               | 1971/1985                                                                        | BIW: Versuchs- und Prüflabor (Otto-Mohr-Labor) d. Inst. f. Massivbau |
|      | Richard Mollier (1863–1935), Professor für Theoretische Maschinenlehre und Kinematik, Rektor der TH Dresden 1905/06 und 1918/19                                                   | Mollier-Bau                       | George-Bähr-Straße 3c, Dresden-Südvorstadt   | Karl Weißbach                                                                              | 1900–1902, Wiederaufbau nach 1945/1952                                           | Lehr- und Forschungseinrichtungen der Fakultät Maschinenwesen |
|      | Erich Max Müller (1870–1948), Professor für Physikalische Chemie und Elektrochemie, Rektor der TH Dresden 1929/30                                                                 | Erich-Müller-Bau                  | Bergstraße 66b, Dresden-Südvorstadt          | Martin Dülfer                                                                              | 1921–1926/1954                                                                   | MN: Fachrichtung Chemie und Lebensmittelchemie, Feinmechanische Werkstatt |
|      | Nabeshima Naotsugu (1912–1981), Minister für Wissenschaft und Technik (Japan), Porzellan-Forscher, Ehrendoktorwürde der TU Dresden                                                | Nabeshima-Bau („Pikardie“)        | Karcherallee 8, Großer Garten (Altstadt II)  |                                                                                            | 1900/1982                                                                        | FGH: Inst. f. Grundwasserwirtschaft |
|      | Friedrich Wilhelm Neuffer (1882–1960), Professor für Grundbau und Baugrundmechanik                                                                                                | Neuffer-Bau                       | Bergstraße 64, Dresden-Südvorstadt           | Karl Wilhelm Ochs                                                                          | 1953–1954/1982                                                                   | BIW: Inst. f. Geotechnik |
|      | Friedrich Nobbe (1830–1922), Professor für Botanik und Naturwissenschaften, Verwalter des Forstbotanischen Gartens Tharandt                                                       | Nobbe-Bau                         | Wilsdruffer Straße 18, Tharandt              | unbekannt                                                                                  | um 1870/um 1950 (?)                                                              | Zuletzt Akademie der Sächsischen Landesstiftung Natur und Umwelt |
|      | Walther Pauer (1887–1971), Professor für Energiewirtschaft | Walther-Pauer-Bau                 | George-Bähr-Straße 3b, Dresden-Südvorstadt   | Karl Weißbach                                                                              | 1904/2004                                                                        | ehem. Elektrizitäts- und Heizkraftwerk der TU Dresden, Standort des AKR-2; MW: Institut für Energietechnik |
|      | Andreas Pfitzmann (1958–2010), Professor für Datenschutz und Datensicherheit | Andreas-Pfitzmann-Bau             | Nöthnitzer Straße 46, Dresden-Südvorstadt    | Code Unique Architekten, Architektengemeinschaft Zimmermann Architekten                    | 2002–2006/2014                                                                   | Gebäude der Fakultät Informatik |
|      | Gerhart Potthoff (1908–1989), Professor für Betriebstechnik der Verkehrsmittel | Gerhart-Potthoff-Bau              | Hettnerstraße 1, Dresden-Südvorstadt         | Walter Henn                                                                                | 1951–1953/1993                                                                   | Hauptgebäude der Fakultät Verkehrswissenschaften „Friedrich List“ |
|      | Alfred Recknagel (1910–1994), Professor für Experimentalphysik | Recknagel-Bau                     | Haeckelstraße, Dresden-Räcknitz              | Walter Henn, Karl Wilhelm Ochs, Georg Funk, Heinrich Rettig                                | 1952–1956/2016                                                                   | Hauptgebäude der Fachrichtung Physik |
|      | Wilhelm Richter (1906–1978), Professor für Aerodynamik | Wilhelm-Richter-Bau               | Marschnerstraße 28, Dresden-Johannstadt      |                                                                                            | 1955–1962/1979                                                                   | MW: Niedergeschwindigkeitswindkanal des Inst. f. Luft- und Raumfahrttechnik |
|      | Emil Adolf Roßmäßler (1806–1867), Professor für Zoologie | Roßmäßler-Bau (Vordergrund)       | Pienner Straße 15, Tharandt                  |                                                                                            | 2004/2005                                                                        | Mensa der Tharandter Einrichtungen; Zweigbibliothek Forstwesen |
|      | Ewald Sachsenberg (1877–1946), Professor für Allgemeine Mechanische Technologie, Fertigungslehre und Betriebswissenschaften                                                       | Sachsenberg-Bau                   | Helmholtzstraße 7a, Dresden-Südvorstadt      | Karl Weißbach, Walther Heise                                                               | 1902–1903/1996                                                                   | MW: Versuchshalle, Fakultätslabore |
|      | Johann Andreas Schubert (1808–1870), Direktor der Technischen Bildungsanstalt 1849/1850, Vorstand der Bauingenieurabteilung, Hochschullehrer für Baukunde, Straßen- und Wasserbau | Andreas-Schubert-Bau              | Zellescher Weg 19, Dresden-Südvorstadt       | Helmut Fischer und Heinz Stoll                                                             | 1956–1961/1961                                                                   | ehem. Fakultät für Kerntechnik (bis 1962); MN: Inst. f. Kern- und Teilchenphysik, Inst. f. Allgemeine Psychologie, Biopsychologie und Methoden der Psychologie |
|      | Georg Schumann (1877–1945), Widerstandskämpfer, im Richthof Münchner Platz hingerichtet                                                                                           | Georg-Schumann-Bau                | Münchner Platz 1–3, Dresden-Südvorstadt      | Oskar Kramer                                                                               | 1902–1906/1994                                                                   | ehem. Landgericht, BIW: Geologische Sammlung; Lehrstühle der Fakultät Wirtschaftswissenschaften, Informatiklabor; MW: Inst. f. Maschinenelemente und Maschinenkonstruktion, Inst. f. Technische Logistik und Arbeitssysteme, Inst. f. Verfahrenstechnik und Umwelttechnik |
|      | Julius Adolph Stöckhardt (1809–1886), Professor für Agrikulturchemie | Stöckhardt-Bau                    | Pienner Straße 23, Tharandt                  | J. Schröder                                                                                | 1883–1885, Rekonstruktion 1929–1931/1931                                         | FGH: Inst. f. Hydrologie und Meteorologie, Inst. f. Forstökonomie und Forsteinrichtung |
|      | Paul Johannes Tillich (1886–1965), Professor der Philosophie und Religionswissenschaften                                                                                          | Tillich-Bau                       | Helmholtzstraße 6–8, Dresden-Südvorstadt     | Oskar Kramer                                                                               | 1902–1906/1994                                                                   | Lehrstühle der Fakultät Wirtschaftswissenschaften; Hannah-Arendt-Institut für Totalitarismusforschung |
|      | August Toepler (1836–1912), Professor für Experimentalphysik; und Maximilian Toepler (1870–1960), Professor für Theoretische Physik                                               | Toepler-Bau                       | Mommsenstraße 12, Dresden-Südvorstadt        | Karl Wilhelm Ochs (Erstplanung 1949), Heinrich Rettig (Neuplanung), Siegfried Geiler (Bau) | 1961/1961                                                                        | EuI: Inst. f. Grundlagen der Elektrotechnik und Elektronik; Immatrikulationsamt; Akademisches Auslandsamt |
|      | Erich Trefftz (1888–1937), Professor für Technische Mechanik und Angewandte Mathematik                                                                                            | Trefftz-Bau                       | Zellescher Weg 16, Dresden-Räcknitz          | Walter Henn (Plan), Georg Funk (Bau)                                                       | 1953–1955/1994                                                                   | Großer Physikhörsaal, Großer Mathematikhörsaal |
|      | Friedrich Adolf Willers (1883–1955), Professor für höhere Mathematik, Analysis, Statistik und Darstellende Geometrie                                                              | Willers-Bau                       | Zellescher Weg 12–14, Dresden-Räcknitz       | Walter Henn, Karl Wilhelm Ochs, Georg Funk, Heinrich Rettig                                | 1950–1955/1961                                                                   | Hauptgebäude der Fakultät Mathematik und Naturwissenschaften; Universitätsrechenzentrum, Zentrum für Informationsdienste und Hochleistungsrechnen |
|      | Gustav Anton Zeuner (1828–1907), Professor für Technische Mechanik und Maschinenlehre, Direktor des Kgl. Sächs. Polytechnikums von 1873 bis 1890                                  | Zeuner-Bau                        | George-Bähr-Straße 3c, Dresden-Südvorstadt   | Karl Weißbach                                                                              | 1900–1905/1928                                                                   | Hauptgebäude der Fakultät Maschinenwesen |

## Namensgeber sonstiger Einrichtungen der TU Dresden
| Bild | Name und Tätigkeit | Gebäude                                       | Standort                                      | Architekt                                       | Bauzeit/ Namensweihe      | Funktion |
| ---- | --- | --------------------------------------------- | --------------------------------------------- | ----------------------------------------------- | ------------------------- | --- |
|      | Martin Dülfer (1859–1942), Professor für Hochbau, Rektor der TH Dresden 1920/21                                                           | Dülfersaal                                    | Dülferstraße 1, Dresden-Räcknitz              |                                                 | 1957                      | Festsaal der TU Dresden in der 1. Etage über der Alten Mensa |
|      | Hubert Engels (1854–1945), Professor für Wasserbau                                                                                        | Hubert-Engels-Labor                           | George-Bähr-Straße 1, Dresden-Südvorstadt     | Martin Dülfer                                   | 1910–1913/1944            | gegründet 1898, seit 1913 im Beyer-Bau, Versuchs- und Forschungslabor des Instituts für Wasserbau und Technische Hydromechanik |
|      | Victor Klemperer (1881–1960), Professor für Romanistik                                                                                    | Victor-Klemperer-Saal                         | Weberplatz 5, Dresden-Südvorstadt             |                                                 | nach 1923/1981            | Erweiterungsbau des Gebäudekomplexes Weberplatz, Hörsaal, TU-Theater „die bühne“ |
|      | Nikolaus Joachim Lehmann (1921–1998), Professor für Kybernetik und Rechentechnik                                                          | Lehmann-Zentrum                               | Nöthnitzer Straße 46a, Räcknitz               |                                                 | Mai 2010                  | |
|      | Willibald Lichtenheldt (1901–1980), Professor für Getriebelehre                                                                           | Lichtenheldt-Hörsaal                          | George-Bähr-Straße 3c, Dresden-Südvorstadt    | Karl Weißbach (Zeuner-Bau)                      | 1928–1930/2001            | Großer Hörsaal des Zeuner-Baus, im Volksmund wegen seines Anstiegs auch „Bombentrichter“ genannt |
|      | Wilhelm Gotthelf Lohrmann (1796–1840), Geodät, Meteorologe, Astronom, Vorsteher der Technischen Bildungsanstalt Dresden von 1828 bis 1840 | Lohrmann-Observatorium im Turm des Beyer-Baus | George-Bähr-Straße 1, Dresden-Südvorstadt     | Martin Dülfer                                   | 1910–1913/1968            | Einrichtung der Sternwarte 1913 durch Bernhard Pattenhausen, Gründung des Lohrmann-Instituts für geodätische Astronomie 1961, 1968 Umwandlung in das Lohrmann-Observatorium der TU Dresden, Sammlung astronomisch-geodätischer Instrumente |
|      | Christian Otto Mohr (1835–1918), Professor für Technische Mechanik                                                                        | Otto-Mohr-Labor                               | Zellescher Weg 22a, Dresden-Räcknitz          | Walter Hoyer                                    | 1971/1985                 | BIW: Versuchs- und Prüflabor d. Inst. f. Massivbau |
|      | Alfred Post (1942–2005), Kanzler der TU Dresden                                                                                           | Alfred-Post-Hörsaal                           | Bergstraße 64, Dresden-Südvorstadt            | Klein & Sänger                                  | 1998/2012                 | Hörsaal 02 im Hörsaalzentrum der TU Dresden |
|      | Heinz Schönfeld (1908–1957), Professor für Allgemeine und Theoretische Elektrotechnik                                                     | Heinz-Schönfeld-Hörsaal                       | Georg-Schumann-Straße 11, Dresden-Südvorstadt | Karl Wilhelm Ochs, Walter Henn, Heinrich Rettig | 1950–61/1994              | Großer Hörsaal im Barkhausen-Bau |
|      | Friedrich Siemens (1826–1904), Unternehmer, Forscher, 1900 erster Ehrendoktor der TH Dresden für die Entwicklung des Siemens-Martin-Ofens | Friedrich-Siemens-Labor                       |                                               |                                                 | 2008 (Erweiterungen)/2008 | Kleblabor des Instituts für Baukonstruktion im von-Mises-Bau, Prüfhalle, Werkstatt |